# قدم خير
قدم خير (باللغة اللرية: QadamXayr، وبالفارسية: قدم خیر، وتعني بالإنجليزية حرفيًا ″ Happy Feet ″) هي امرأة من قلافاند برزت في أواخر فترة القاجار والفترة البهلوية في إيران. اعتبرت قدم خير بطلة في المجتمعات المحلية اللرية حيث لعبت دورًا بارزًا في مقاومة قبائل الللر الرُحّل في أوائل القرن العشرين.

## سيرتها الذاتية
وُلدت قدم خير في عام 1899 في منطقة ألفار غارمسري في صالتية بإيران، وهي من قبيلة قلافاند. كان والدها خاقاني مسؤولاً عن عشيرة قلافاند الكبيرة، بينما كانت والدتها نبيلة اسمها جاهاهر. تعلمت قدم خير النخارط في المجتمع بشكل جيد، كما تعلمت مهارات الفروسية والرماية بفضل وضعها العائلي الأبوي. أنجبت قدم خير طفلها الوحيد محمد من زوجها الأول عباس.ثم تزوجت بعد الطلاق من صافقولي الذي قُتل في معركة مع القوات الإيرانية. بعد انتهاء الحرب والهزيمة الساحقة للقبائل على يد قوات الحكومة، تزوجت قدم خير مرةً أخرى من جلال خان واليزادي.
تعتبر قدم خير بطلة في المجتمعات اللرية ويُثني عليها لكونها امرأة شجاعة وقوية ومتفوقة. اكتسبت قدم خير سمعة كبيرة بفضل جهودها، والتي شملت المشاركة في الكفاح المسلح جنبًا إلى جنب مع أشقائها وزوجها وتفانيها في توصيل الطعام والمعدات العسكرية إلى القوات القبلية خلال الاشتباكات القبلية الحكومية (1927-1933). أدت المصادمات في النهاية إلى وفاة زوجها وأشقائهما، فضلًا عن هزيمة البدو الثقيلة. جعلت شجاعتها وبراعتها في القتال جنبًا إلى جنب مع بعض خصائص المحاربين القبلية مثل الولاء والكرامة ورفض الإذلال شخصية محبوبة وأسطورية بين شعوب اللور ولا سيما أكراد فيلية. وثّقت المستكشفة البريطانية - الإيطالية والرحّالة فريا ستارك سمعة قدم خير بين شعوب اللور ووصفتها بأنها امرأة جميلة اعتادت القتال مع قبيلتها ضد الأعداء، الماهرين في إطلاق النار على ظهور الخيل. عندما يمدح راوي قصصى الأعمال الحسنة لقدم خير وشجاعتها ولياقتها وجمالها، فإنه يحاكي فيلم Epic Gordafarid للجمهور. تُوفيت قدم في عام 1933، بعد أربع سنوات من وفاة أشقائها وزوجها في شوشان، ودُفنت في مقبرة بجوار الجسر القديم في دزفول.